# Askers härad
Askers härad var ett härad i den sydöstra delen av landskapet Närke. Häradet omfattade den sydostligaste delen av nuvarande Örebro kommun, vilken är en del av Örebro län.  Den totala arealen mätte 379 km² och befolkningen uppgick år 1923 till 10 109 invånare, vilket idag sjunkit till knappt 6 500 invånare. Tingsplats var före 1903 Lännäs därefter Sköllersta.

## Geografi
Askers härad var beläget längs sjön Hjälmarens södra strand öster om stadens Örebro till gränsen mot landskapet Södermanland i öster och Östergötland i söder. I söder återfinns sjön Sottern, som genom Brevensån avrinner till Örlångssjön. Häradet genomflyts av Täljeån vilken mynnar i den grävda Kvismare kanal, som i sin tur mynnar i Hjälmaren. Häradsområdets nordvästra del har ett jämnt lågland, som från resterna av sjön Kvismaren och Täljeåns lopp som på ömse sidor om ån utbreder sig i torvmarker. Den södra delen är förhållandevis bergig och skogig. Flera rullstensåsar genomlöper Stora Mellösa och Lännäs socknar. Till häradsområdet hör även Hjälmaröarna Vinön, Valen, Björkön och Essön. Askers härad gränsade i nordväst till Örebro härad, över Mellanfjärden i Hjälmaren till Glanshammars härad i norr, i väst till Sköllersta härad, i ost till Oppunda härad i Södermanlands län samt i söder till Finspånga läns härad i Östergötlands län.
Det saknade köpingar och municipalsamhällen, men den största tätorten är numera Odensbacken belägen c:a 28 km sydost om Örebro.

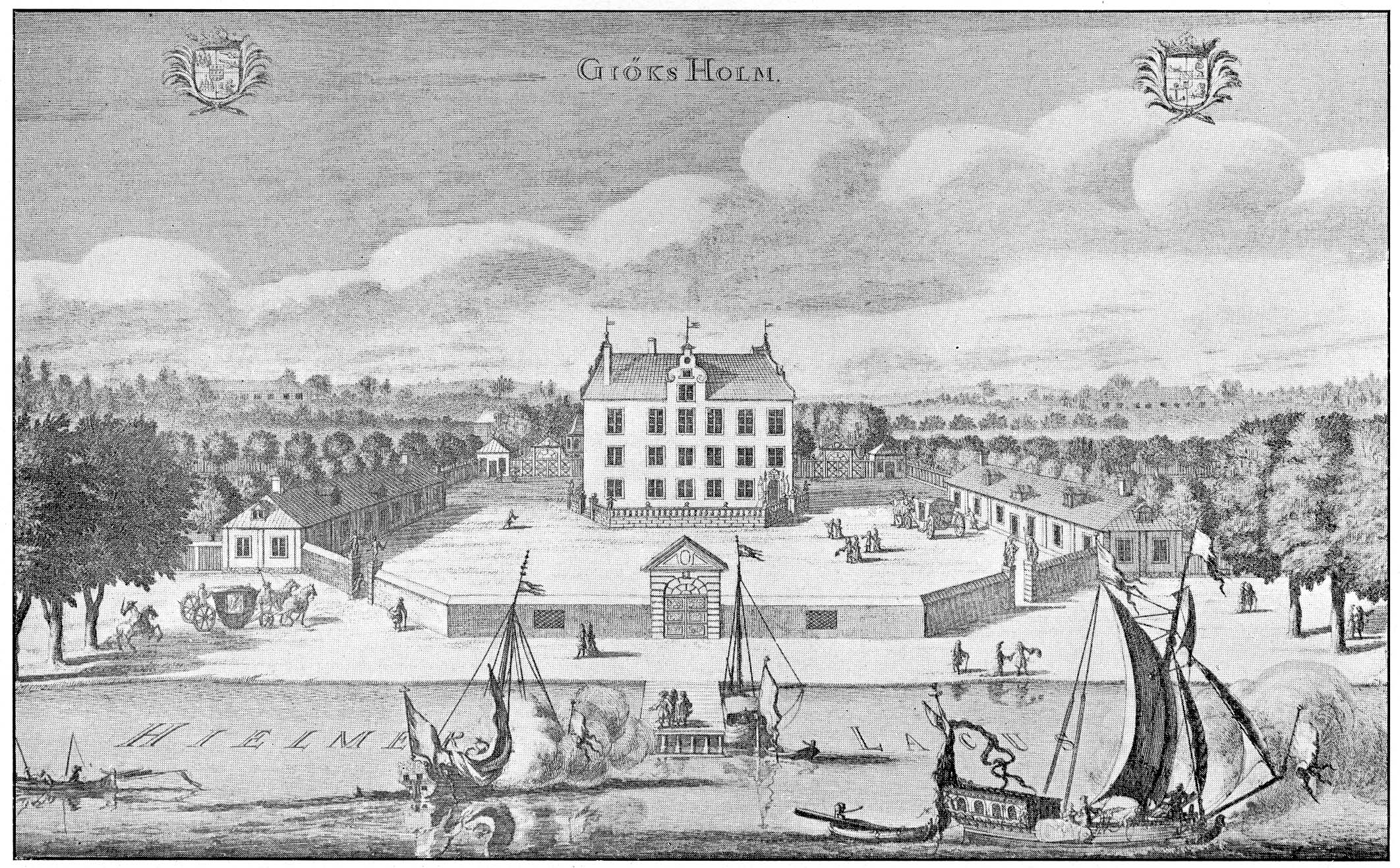
Göksholms slott
Ur Erik Dahlberghs Suecia Antiqua et Hodierna

### Socknar
Askers härad omfattade tre socknar. 
- Asker
- Lännäs
- Stora Mellösa

## Historia
Slättbygderna i landskapet Närke befolkades tidigt vilket många fornlämningar vittnar om. Namnet härrör ursprungligen från namnet på dess invånare närborna vilket kan härledes till Närsundet, vilket i sig syftar till området kring Kvismare kanal innan sjöarna sänktes. Närborna var således de som bodde vid sundet. Under 1300-talet hade landskapet ungefär samma utsträckning som idag, och utgjorde en egen lagsaga med egen lagbok. Ursprungligen utgjorde troligtvis området runt Stora Mellösa i häradets norra del ett eget härad, innan detta under medeltiden kom att gå upp i Askers härad. Namnet, som i ett gåvobrev från tidigt 1500-tal omnämns som Askerherat, kommer från kyrkbyn med samma namn som i sin tur är bildat ur trädnamnet ask. Tingsplatsen för Asker har åtminstone under 1600-talet och framåt legat vid klockarstugan vid Askers kyrka, för att under 1800-talet förläggas till Lännäs.
Mellösabygden var redan under järnåldern en integrerad del av kulturbygden Östernärke, och Stora Mellösa kyrka började byggas på den plats där Mellösa härads tingsplats sedan tidigare var belägen. Vid Kvismare kanals mynning i Hjälmaren ligger herrgården Segersjö som ursprungligen skrevs Sigharsö och år 1278 blev ett biskopsgods efter att tidigare tjänat som kungsgård. Platsen var tidigt känd som Tuna näs, vilket pekar på att den varit en plats av vikt som eventuellt också använts som handelsplats av den omkringliggande bygden och kanske tjänat som stödjepunkt för centralmakten i området. I sin nuvarande skepnad härstammar Segersjö från det sena 1700-talet, men tillbyggdes med en tredje våning år 1876. Bland häradets övriga gods märks Hjälmarsnäs herrgård i Stora Mellösa socken som är känt sedan 1400-talet, men som i sin nuvarande utformning härrör från 1700-talet samt Göksholms slott beläget nordost om denna. Slottets äldsta delar härstammar ur en befäst borg från 1200-talet som byggdes om i flera etapper under medeltiden. Efter en större brand moderniserades slottet och det utgör idag Sveriges äldsta bebodda privatbostad. Slottet är känt som platsen där Engelbrekt Engelbrektsson mördades år 1436. Engelbrektsholmen, som idag utgör ett näs, är belägen c:a 2 km norr om slottet.
Häradets största ort Odensbacken har fått sitt namn efter en offerplats tillägnad asaguden Oden, och här finns bl.a. ett gravfält och en källa. Här låg även Askers härads avrättningsplats. Som tätort kom dock samhället att utvecklas först under 1800-talets slut, och från år 1871 och framåt kom kreatursmarknaden Onsbackamarken att hållas här. När Täljeån kanaliserades mellan åren 1879 och 1887 och Kvismare kanal anlades upplevde samhället ett uppsving och fick såväl verkstad som hamn. Bland häradets andra tätorter märks bl.a. Brevens bruk vid sjön Sottern där bruksverksamhet bedrevs från slutet av 1600-talet till mitten av 1980-talet; Hampetorp där färjeförbindelsen till Vinön i Hjälmaren numera finns; samt Stora Mellösa och Askersby som tidigare varit kyrkorter i häradet. Vinön har alltid varit synonymt med fiske och under den tiden sträckan Stockholm-Örebro trafikerades med ångbåt lastades såväl kräftor som gös på ön för vidare transport mot huvudstaden. Landsvägen mellan Örebro och Södermanland korsade också den genom häradet och har sin motsvarighet i dagens Riksväg 52. Längst i söder passerar Västra stambanan det lilla samhället Kilsmo på sin väg mellan Katrineholm och Hallsberg.

## Län, fögderier, domsagor, tingslag och tingsrätter
Häradet har från 1779 hört till Örebro län, innan dess Närkes och Värmlands län. Församlingarna tillhör(de) Strängnäs stift.
Häradets socknar hörde till följande fögderier:
- 1720-1917 Östernärke fögderi
- 1918-1990 Örebro fögderi för Askers socken bara till 1967
- 1967-1990 Hallsbergs fögderi för Askers socken

Häradets socknar tillhörde följande domsagor, tingslag och tingsrätter:
- 1680-1903 Askers tingslag inom 
  - 1680–1773, 1784-1809 Edsbergs, Lekebergslagens, Hardemo, Grimstens, Kumla, Sundbo, Sköllersta och Askers häraders domsaga kallad Södra Närkes domsaga
  - 1774-1783 Askers och Sköllersta häraders domsaga
  - 1810-1904 Östernärkes domsaga (Sköllersta, Askers, Örebro, Glanshammars och till 1855 Fellingsbro härader)
- 1904-1947 Askers och Sköllersta tingslag i Östernärkes domsaga
- 1948-1970 Östernärkes domsagas tingslag i Östernärkes domsaga

- 1971- Örebro tingsrätt och dess domsaga

### Webbkällor
- Nationella arkivdatabasen för uppgifter om fögderier, domsagor, tingslag och tingsrätter